# Arnau de Palomar
Arnau de Palomar (Barcelona, segle XII-Riudoms, 1183/88), fins fa poc que es considerava fundador de la vila de Riudoms, encara que noves investigacions ho posen en entredit. El Camp de Tarragona és lliurat el 1118 al bisbe de Barcelona Oleguer pel comte Ramon Berenguer III, i el prelat l'entrega al noble normand Robert d'Aguiló. Ja fa anys se sap que existia uns fundadors anteriors de la vila, Guerau de Pere i els seus germans, els quals reben del príncep Robert d'Aguiló el 17 de juny de 1150 el poblament de Riudoms.
Arnau de Palomar es casa dues vegades, amb la primer muller no té descendència, i amb la segona amb Ramona, entre el 1168 i el 1183, té quatre fills: Arnau II –que fou canonge–, Bernat, Arsenda i Guillem Berenguer. El príncep Robert d'Aguiló li dona el 1151 una honor a “Tarragona y tèrmens de aquella, axí com ell lo tenia per la yglésia de Santa Tecla, per la qual cosa el fa home propi” i el 1153 el mateix príncep li fa una altra donació d'una honor, sense especificar el lloc.
Arnau de Palomar i la seva primera donen el 1151 en remissió dels seus pecats a l'església de Santa Tecla una senyoria directa de censos a Tarragona. Això posa en evidència que on té Arnau aleshores terrenys i censos és a Tarragona. Malgrat que hom pot imaginar que ha participat en la conquesta de la Catalunya Nova com a cavaller –d'aquí la cessió de terres–, ni aquest primer Palomar ni cap altre personatge d'aquesta família és esmentat mai amb aquest títol. La primera volta que apareix Arnau de Palomar vinculat a Riudoms és el 1158, en què es denota se li ha atorgat un important conjunt de terres, atès que fa dues importants donacions a l'església i la confraria de Santa Eulàlia del Camp, de Barcelona.
Malgrat tot, sabem per un regest que Arnau de Palomar segueix residint a Tarragona on exerceix el 1161 l'important càrrec de justícia de Tarragona i, per tant, això ho fa incompatible a ser castlà de Riudoms. La carta de donació de Riudoms de Robert d'Aguiló a Arnau de Palomar, datada el 25 de gener de 1151, entre les moltes deficiències que presenta, no hi apareix ni la signatura d'Arnau, ni de cap familiar ni representant en nom seu, cosa que la invalida totalment.
La concessió de la ferreria que fa Arnau de Palomar a Arnau Ferrer, el 1169, és el primer acte que pot demostrar que aquest Palomar és castlà de Riudoms, perquè la ferreria és un dret propi dels castlans. A partir del 1171 abunden els establiments concedits per Arnau de Palomar i la seva esposa Ramona, cosa que ratifica que ja exerceix de castlà. També sabem que exerceix de castlà des de l'època de l'arquebisbe Guillem de Torroja (1171-1174) per un empenyorament realitzat en aquesta època dels drets de la castlania de Riudoms i del seu terme, i altres de posteriors. Arnau de Palomar han calculat malament la suma a invertir i, de seguida, han d'empenyorar part del senyoriu. Els empenyoraments constrenyen cada cop més els Palomar i, a partir de mitjan del segle xiii, el seu territori queda molt reduït. El darrer document on apareix Arnau és un de l'any de 1183. El 1188 ja actua com a segon castlà de Riudoms el seu fill Bernat I de Palomar. El darrer membre de la nissaga que trobem vinculat a Riudoms és un Arnau IV de Palomar (1273/1277), fill d’un difunt Arnau III, que el 1273 pledeja davant dels veguers de Tarragona i, finalment, obté el 1277 del castlà de Riudoms Berenguer III de Puigverd 1.000 sous pels drets que els seus avantpassats han tingut sobre Riudoms. El terme tingué dos subfeus, amb castlans i castells propis: Buac o Castellnou i Blancafort.